# Neoklasicismus (hudba)

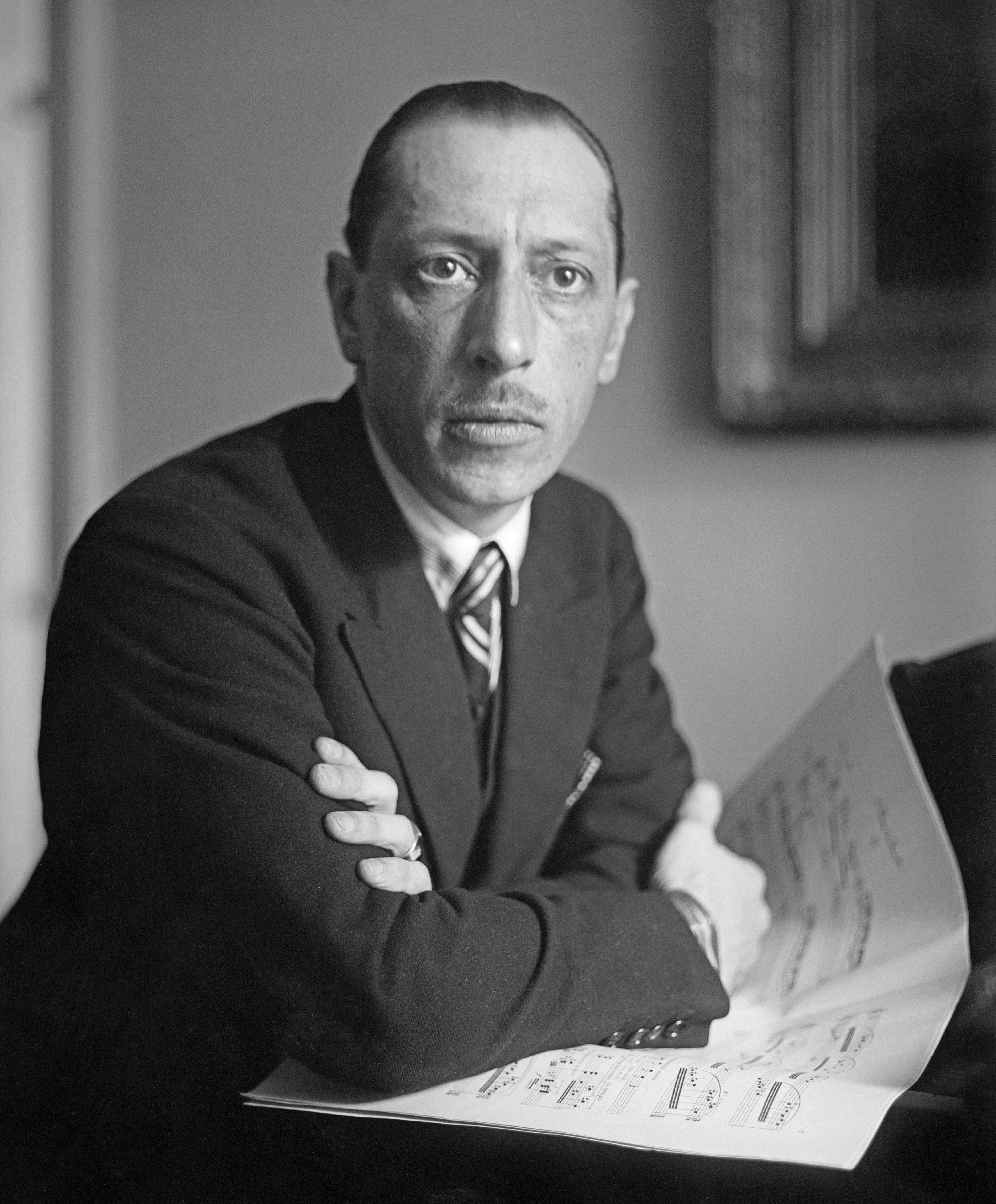
Igor Stravinskij, klíčový představitel hudebního neoklasicismu

Hudební neoklasicismus je hudební směr 20. století. Zejména v meziválečné éře se někteří autoři vážné hudby začali vracet k řádu klasicistické (a někdy dokonce barokní) hudby, čímž oponovali pozdnímu romantismu na straně jedné a formálním experimentům (zejm. expresionismu) počátku 20. století na straně druhé. Technicky to s sebou neslo metrické zjednodušení, oživení technik a forem jako passacaglia, concerto grosso, motetová technika, návrat k tonalitě a klasickému orchestru. Vůči tzv. programové hudbě, zejména romantické, neoexpresionisté stavěli tzv. absolutní hudbu (hudbu „o ničem“, hudbu pro hudbu samu, někdy též „abstraktní hudbu“). Nešlo však o umělecké hnutí, k němuž by se autoři otevřeně hlásili, spíše o trend, který až druhotně rozpoznala muzikologie. Také je zřejmé, že autoři řazení k neoklasicismu, mu věnovali obvykle jen část svého díla. Patří k nim zejména Sergej Prokofjev, Igor Stravinskij, Paul Hindemith, Maurice Ravel, Manuel de Falla, Nadia Boulangerová, Iša Krejčí či Alfredo Casella.